# Ana Moura
Ana Cláudia Moura Pereira ComIH (Santarém, Portugal, 17 de setembro de 1979), celebrizada como Ana Moura é uma cantora portuguesa. Um dos nomes mais populares da música feita em Portugal desde a década de 2000, o site All Music considera que Ana Moura é a fadista mais bem-sucedida a iniciar carreira no século XXI. A artista já vendeu mais de um milhão de discos no mundo, sendo uma das recordistas de vendas de discos em Portugal.
Ana Cláudia Moura Pereira cresceu em Coruche, mas, como esta vila não dispunha de maternidade, foi nascer na capital do distrito, ou seja, em Santarém, no coração de Portugal, junto ao Rio Tejo e a nordeste de Lisboa.
Houve um momento particular, na noite de 18 de julho de 2010, em que a arte de Ana Moura alcançou um patamar singular, relevante no panorama global, porque é essa a sua real dimensão. Chamada por Prince para um encore na sua apresentação no festival Super Bock Super Rock, a cantora, com a sua presença e com toda a sabedoria já contida na garganta, silenciou até às lágrimas uma plateia de dezenas de milhares de pessoas. A sua voz entregou-se a “A Sós Com A Noite” e a “Vou Dar de Beber à Dor”. Nesse momento, Ana Moura provou ter algo de tão singular quanto universal: uma capacidade de interpretação que ultrapassa códigos de género, que se sobrepõe a línguas, que parece prenunciar uma nova cultura. Quando subiu ao palco com Prince, Ana já tinha uma bagagem, uma carreira, e uma vida inteira de imersão nessa força – a da música - que sempre a puxou. A sua relação com a música começou antes de ter entrado num estúdio: quando sentiu os sons que se desprendiam do gira-discos de sua casa, que tocava os discos de Fausto e Ruy Mingas, de José Afonso ou Bonga.  
Ana Moura nasceu em Portugal, mas possui raízes familiares na antiga África Ocidental portuguesa (Angola) especificamente em Lubango, pelo lado materno de sua família. A sua família retornou a Portugal durante o processo da descolonização portuguesa de África. O seu pai, António Pereira, é natural de Portugal Continental, com passagem por Angola, onde se casou com a angolana Fernanda, a mãe de Ana Moura. Talvez haja até algum eco distante, carregado pela sua herança genética, visto que sua avó materna Guilhermina era angolana filha de nativa de Angola, que se casou com um português do Alentejo, o avô materno de Ana Moura, de onde vem o sobrenome Moura, que lhe deu notoriedade. A mãe de sua avó materna Guilhermina, a bisavó materna de Ana Moura, pertencia à etnia mucubal e teve vários filhos com um português, o bisavô materno de Ana Moura. A sua avó Guilhermina cresceu em Lubango, junto da família do seu pai, e mudou-se para Portugal durante o período da guerra cívil angolana e os conflitos de independência de Angola. 

Houve um grande percurso: Ana Moura, começou por aprender com a voz dos pais, que cantavam sempre que podiam e, ainda menina, ao mesmo tempo que aprendia a ler, já cantava fados com o mesmo empenho e inocência com que dançava sembas ou kizombas. 

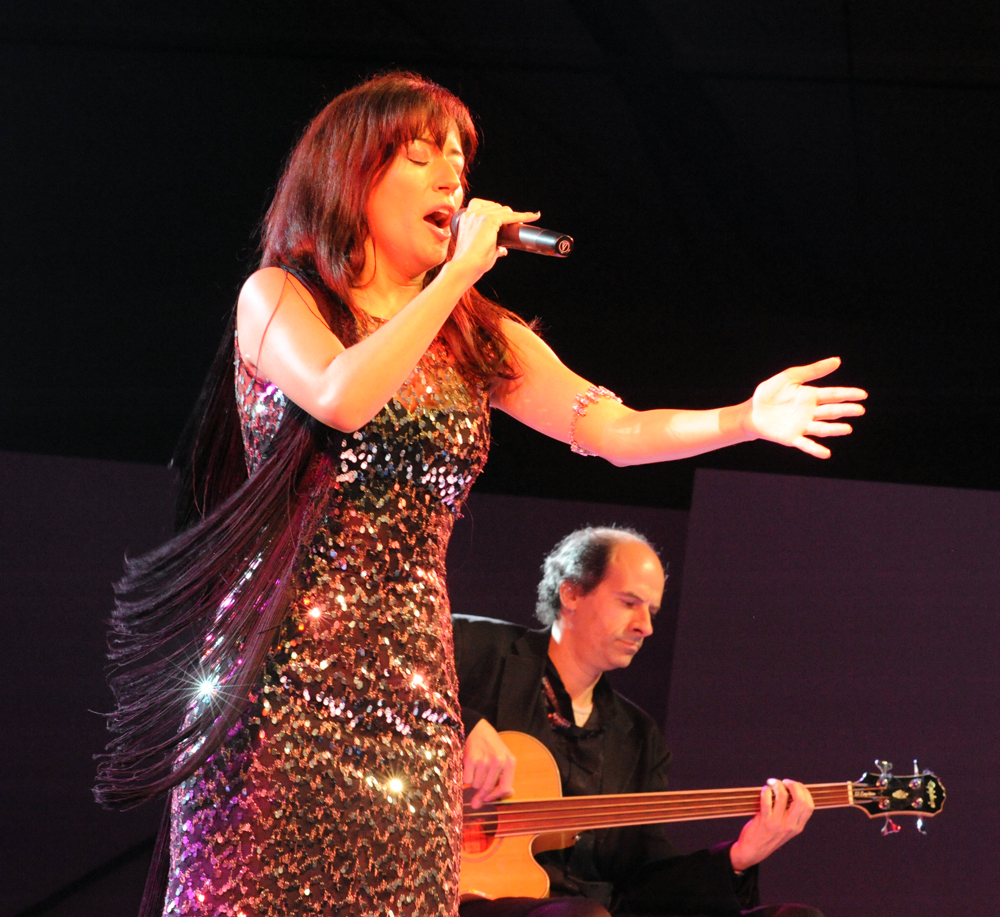
Ana Moura em concerto, em Varsóvia, Polónia, em 2009

A adolescência levou-a para mais perto de Lisboa, para Carcavelos, onde se matriculou no liceu e na Academia dos Amadores de Música, experimentando usar a sua voz noutros contextos, talvez não condizentes com o seu âmago, mas certamente mais em sintonia com o que outros rapazes e raparigas da sua idade escutavam, tocavam, cantavam ou dançavam. Ainda assim, um “Povo que Lavas no Rio”, que começou por ser de Amália Rodrigues, mas haveria de ser também reclamado por António Variações, também merecia a sua atenção, encaixado entre as versões dos êxitos que se esperaria ouvir reinterpretados por jovens de 15 ou 16 anos.
À aprendizagem familiar, profunda e variada e à experiência escolar e académica diferente, mas também importante, Ana Moura não demoraria a somar outro caminho que se revelaria importante para a sua formação artística. Num bar em Carcavelos, numa noite de cantorias, arrisca um fado sem saber que está presente o guitarrista António Parreira , que imediatamente lhe reconhece a força indómita e a originalidade da postura. Começa aí o seu percurso pelas casas de fados, que culmina com Maria da Fé a render-se e a convidá-la para se apresentar regularmente na sua casa, o mítico Senhor Vinho. 
Pode dizer-se que a partir daí os dados estavam lançados: Miguel Esteves Cardoso , prestigiado jornalista que nunca escondeu uma desmedida paixão por Amália Rodrigues, reconheceu em Ana o mesmo fulgor e dedicou-lhe inflamadas palavras que tiveram efeitos imediatos, trazendo-lhe a atenção de editoras. A Universal propôs-lhe ingresso no seu catálogo e a primeira manifestação dessa aliança foi “Guarda-me a Vida na Mão”, com Jorge Fernando, outro fã de Amália Rodrigues, a assumir a produção e a assinatura de boa parte dos temas. 

Com uma visão já muito mais vasta do que a que o fado por si só poderia conter, Ana Moura acercou-se do flamenco e das tradições ciganas, trazendo para a sua beira Pedro Jóia e os Ciganos d’Ouro e vincou claramente que não lhe interessava o dogma nem as ideias guardadas em redomas.

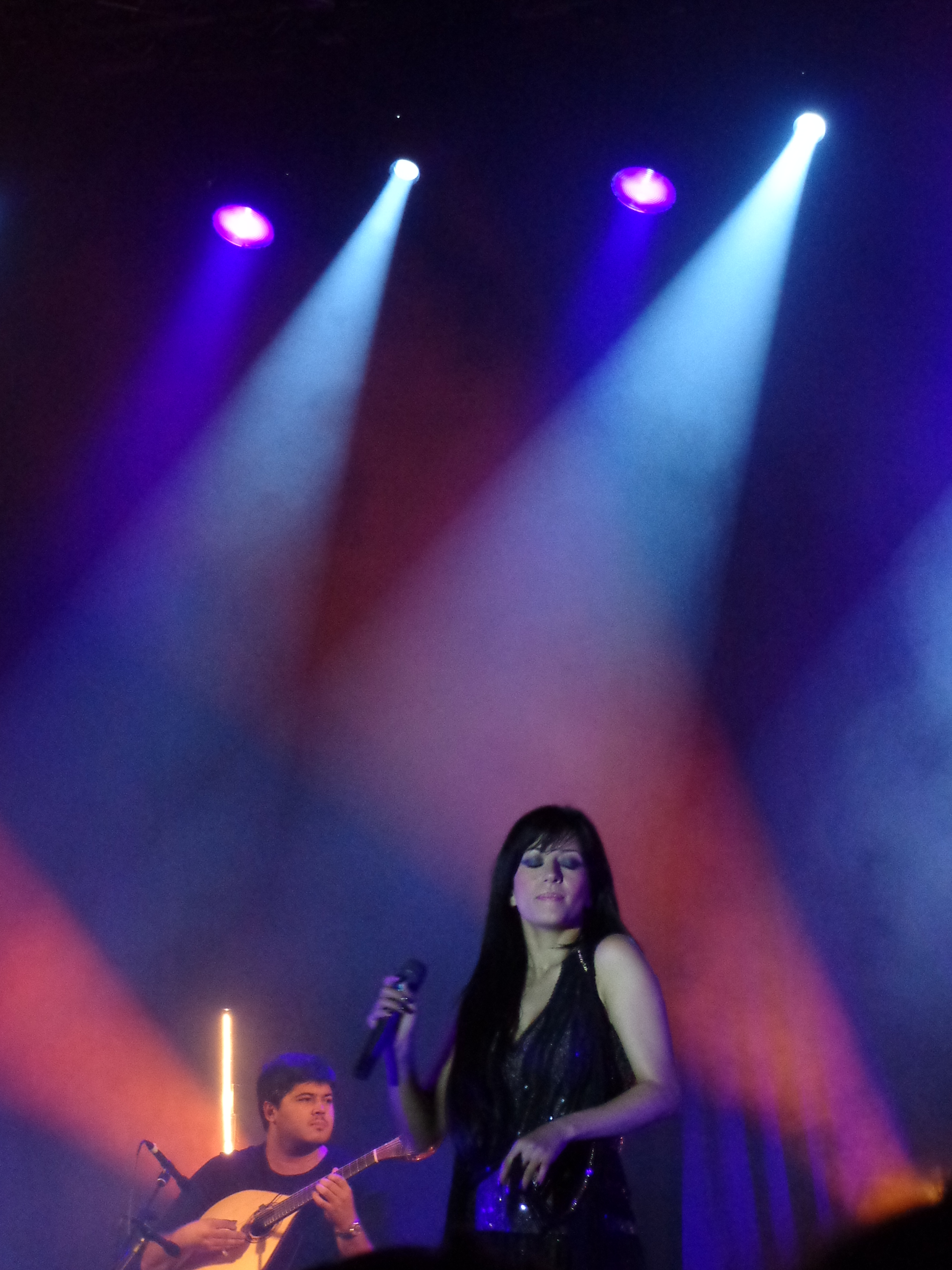
Ana Moura em concerto, em 2013

À estreia, sucederam os álbuns Aconteceu e Para Além da Saudade, que lhe permitiram somar sucesso em cima de sucesso e expandir o mapa das suas apresentações, ganhando mundo para a sua voz. Ana Moura chegou ao conhecimento do grande público, o álbum alcançou a tripla platina, por vendas superiores a 45 mil unidades, levando a cantora a permanecer 120 semanas no top 30 da tabela portuguesa de álbuns. Com Para Além da Saudade, recebeu uma nomeação para os Globos de Ouro de 2008, na categoria musical de Melhor Intérprete Individual, que acabou por perder para Jorge Palma.
Das melhores casas de fados de Lisboa transitou para o Carnegie Hall, em Nova Iorque, e daí para o Rolling Stones Project, aventura liderada pelo saxofonista da mítica banda britânica, Tim Ries, que cruzava o cancioneiro eternizado na voz de Mick Jagger com intérpretes selecionados de várias partes do mundo. Como Ana Moura, que a esse projecto ofereceu as suas versões de “Brown Sugar” e “No Expectations”. Numa passagem do grupo de “Satisfaction” pelo Estádio Alvalade XXI, Ana Moura sobe ao palco e interpreta, com Mick Jagger e companhia, “No Expectations” superando, obviamente, as expectativas de toda a gente. Logo aí ficou o sinal de que Ana estava numa divisão à parte. Tão à parte, que nesse álbum, além de um tema composto especialmente para si por Tim Ries, “Velho Anjo”, figurava ainda uma rara colaboração de uma daquelas vozes que escutava em casa em criança, Fausto, que lhe ofereceu “E Viemos Nascidos do Mar”. Outras contribuições chegaram de Amélia Muge, que escreveu “O Fado da Procura”, do espanhol Patxi Andion, que com ela cantou “Vaga, no azul amplo solta”. Nesse trabalho consta também “Os Búzios” de Jorge Fernando, um dos primeiros grandes sucessos da artista que não tardaria a ter aos seus pés o Coliseu dos Recreios e a arrecadar o prestigiado Prémio Amália Rodrigues.
Várias semanas no topo das tabelas de vendas traduziram uma empatia muito especial com o público, que nela encontrou um claro símbolo. Depois, veio o álbum Leva-me aos Fados, em que contava, uma vez mais, com peças escritas por Jorge Fernando ou Amélia Muge, mas também José Mário Branco, um disco que repetiu e até ampliou o sucesso. O mundo continuava a ir ter com Ana Moura: Prince voou propositadamente para Paris para a ouvir, e conhecer, e desse encontro resultou o tal momento especial de 2010.

Ana Moura transformou-se como artista, assumindo as diferentes peles e culturas que nela sempre correram. Pouco depois desse encontro com Prince, houve outro, no Rio de Janeiro, com Gilberto Gil, com quem deu voz ao “Fado Tropical”, de Chico Buarque. 

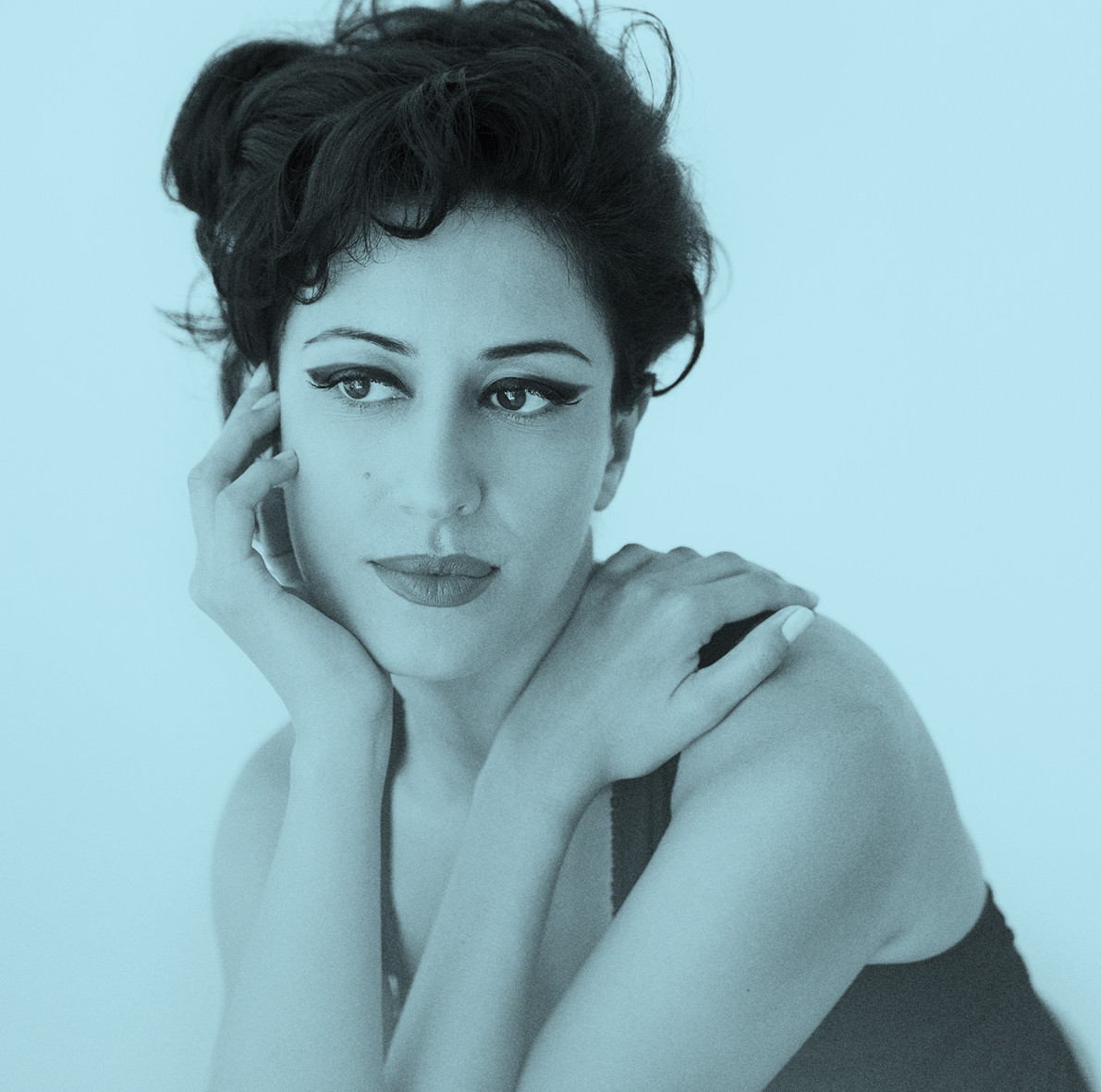
Uma das fotos do álbum Desfado

Talvez Desfado, o seu enorme sucesso de 2012, contenha no título outro bom rótulo, afirmando-a como alguém que, sendo capaz de desmontar uma linguagem, é igualmente capaz de inventar algo de absolutamente novo. Este teve uma grande longevidade na tabela portuguesa de álbuns e deu a Ana Moura a sua canção mais bem-sucedida até então: a homónima "Desfado". 
A 27 de janeiro de 2015, foi feita Comendadora da Ordem do Infante D. Henrique. Mais tarde, nesse mesmo ano, lançou Moura que lhe deu o êxito nas rádios e plataformas de streaming: "Dia de Folga", canção com letra e música de Jorge Cruz e pela qual a intérprete recebeu ainda um Globo de Ouro na categoria de Melhor Música. Continuou a cruzar mundo, encheu as mais prestigiadas salas globais, cruzou-se com gigantes, somando às suas experiências com Prince, The Rolling Stones ou Gilberto Gil encontros com Caetano Veloso ou Herbie Hancock.
Em 2016, em Nova Iorque, uma vez mais no Carnegie Hall, Ana Moura cantou o tema angolano “Birin Birin”, dedicando-o à memória de Prince, falecido alguns dias antes desse concerto. Essa emotiva homenagem levou o famoso crítico Ben Ratliff a escrever sobre a sua voz: “Ela tem um forte e claro alcance de notas nos pontos mais altos da sua voz de contralto, em que se apoia fortemente, com efeitos poderosos”. 
Mais tarde, e contando com produção de Branko (ex-Buraka Som Sistema), participou ao lado de Bonga, outro dos ecos da sua infância, numa antologia de homenagem a Amália Rodrigues, com uma inventiva versão de “Valentim”. “Ela tem uma presença e uma voz tremendas”, garantiu, em 2016, o The Guardian.
Depois de "se atirar" ao fado, ao funk, à soul, ao flamenco, ao rock, ao jazz e o samba ao futuro, em janeiro de 2020 inicia a sua fase worldbeat, lançando, juntamente com Conan Osiris e Branko - dois nomes maiores do género em Portugal, o single “Vinte Vinte”, uma canção que havia de ser relançada em março de 2021, com o título "Vinte Vinte (Pranto)" e com um videoclipe que, tal como se lê no início do vídeo, serve de homenagem a todas as pessoas  "viveram a escuridão que 2020 trouxe". Em 2021, Ana Moura também lançou duas colaborações com Pedro Mafama - com quem Ana Moura mantém atualmente uma relação amorosa, tendo, em 2022, dado à luz uma criança, chamada Emília, que é fruto dessa mesma relação - e Pedro da Linha: "Andorinhas" (single que recebeu o prémio de Melhor Música na edição de 2022 dos Globos de Ouro e cujo videoclipe, gravado em Olhão, haveria de ser consagrado com o prémio de Melhor Videoclipe na edição de 2022 dos Play - Prémios da Música Portuguesa, cerimónia onde Ana Moura também recebeu o galardão de Melhor Artista Feminina,) - e "Jacarandá". Em maio de 2022, Ana Moura haveria de lançar outro single em colaboração com Pedro Mafama, mas em que este, além de estar envolvido na composição (além da própria Ana Moura, Conan Osiris e Pedro da Linha), também participa vocalmente: "Agarra Em Mim". Em outubro do mesmo ano, lança o single "Arraial Triste" e em novembro o álbum Casa Guilhermina - que inclui o tema anterior, assim como "Jacarandá" e "Andorinhas" - uma homenagem à avó materna da cantora. O sucesso desta fase de Ana Moura refletiu-se no facto de ser a artista com mais nomeações para edição de 2023 dos Play - Prémios da Música Portuguesa, tendo obtido três nomeações: Melhor Álbum (para Casa Guilhermina), Canção do Ano ("Agarra Em Mim") e Melhor Artistas Feminina. Destes prémios, Ana Moura apenas perdeu o de Canção do Ano, tendo também recebido o galardão da crítica. Ainda em 2023, Ana Moura lança o videoclipe de Mázia, uma das faixas de Casa Guilhermina e um remix do mesmo tema por parte do Vanyfox, e o single "Lá Vai Ela", o seu primeiro single após a fase de divulgação de Casa Guilhermina. No ano anterior, Ana Moura lançou também uma cover do sucesso "Te Amo" (2020) - com produção de Pedro da Linha -, da dupla Calema.
Em 2024, a artista portuguesa lançou um remix de "Lá Vai Ela" que conta com a participação de MJ Nebreda, artista venezuelana estabelecida em Miami, assim como o single "Desliza", aquela que Ana Moura ser a sua canção mais ousada de sempre, numa continuação das sonoridades que começou a explorar no início da década de 2020.

## Controvérsias
Em outubro de 2020, a Sábado noticiou que um concerto financiado pela Câmara Municipal da capital portuguesa, intitulado "Juntos Pelo Iémen", realizado a 12 de setembro desse ano, no Capitólio, em Lisboa, e que se destinaria à angariação de fundos para ajudar o país árabe em guerra - através da Médicos Sem Fronteiras - havia tido um custo cinco vezes maior do que total de fundos que arrecadou. A promotora foi Cláudia Semedo e Ana Moura foi uma das dez vocalistas que participou, tendo recebido, pela sua atuação, 1000 euros, assim como todos os outros nove artistas envolvidos.
Já no dia 26 de junho de 2021, o semanário Novo noticiou que Ana Moura havia atuado num concerto privado integrado na Reunião Ministerial Informal de Agricultura, naquilo que terá sido uma "operação de charme" no âmbito da presidência portuguesa do Conselho da União Europeia, organizada pela então Ministra da Agricultura, Maria do Céu Antunes. A contratação de Ana Moura para esse evento teria custado 11 mil euros, sendo que todo o evento ultrapassou os 33 mil euros. Esse facto levou o Ministério dos Negócios Estrangeiros português a exigir contenção de despesa.

## Discografia

### Álbuns de estúdio
- 2003 - Guarda-me A Vida Na Mão (Universal)[23]
- 2004 - Aconteceu (Universal, CD duplo)[24]
- 2007 - Para Além da Saudade (Universal)[25]
- 2009 - Leva-me aos Fados (Universal)
- 2012 - Desfado (Universal)
- 2015 - Moura (Universal)
- 2022 - Casa Guilhermina (lançamento independente)

## Prémios
Globos de Ouro
| Ano  | Categoria                    | Trabalho                             | Trabalho associado   | Resultado |
| ---- | ---------------------------- | ------------------------------------ | -------------------- | --------- |
| 2008 | Melhor Intérprete Individual |                                      | Para Além da Saudade | Indicado  |
| 2010 | Melhor Intérprete Individual |                                      | Leva-me aos Fados    | Venceu    |
| 2013 | Melhor Intérprete Individual |                                      | Desfado              | Indicado  |
| 2013 | Melhor Música                | "Desfado"                            |                      | Venceu    |
| 2016 | Melhor Música                | "Dia de Folga"                       |                      | Venceu    |
| 2016 | Melhor Intérprete Individual |                                      | Moura                | Indicado  |
| 2018 | Melhor Música                | "Manto de Água" (Agir com Ana Moura) |                      | Indicado  |
| 2022 | Melhor Música                | "Andorinhas"                         |                      | Venceu    |
| 2023 | Melhor Intérprete            |                                      |                      | Indicado  |
| 2025 | Melhor Atuação               | MEO Kalorama 2024                    |                      | Pendente  |

Play - Prémios da Música Portuguesa
| Ano  | Categoria               | Trabalho                           | Resultado |
| ---- | ----------------------- | ---------------------------------- | --------- |
| 2022 | Canção do Ano           | "Andorinhas"                       | Indicado  |
| 2022 | Melhor Videoclipe       | "Andorinhas"                       | Venceu    |
| 2022 | Melhor Artista Feminina |                                    | Venceu    |
| 2023 | Melhor Artista Feminina |                                    | Venceu    |
| 2023 | Canção do Ano           | "Agarra em Mim" (com Pedro Mafama) | Indicado  |
| 2023 | Melhor Álbum            | Casa Guilhermina                   | Venceu    |
| 2023 | Prémio da Crítica       |                                    | Venceu    |
| 2024 | Melhor Artista Feminina |                                    | Indicado  |
| 2025 | Melhor Artista Feminina |                                    | Indicado  |
| 2025 | Canção do Ano           | "Desliza"                          | Indicado  |

Prémios Amália
| Ano  | Categoria         | Trabalho | Resultado |
| ---- | ----------------- | -------- | --------- |
| 2014 | Álbum do Ano 2013 | Desfado  | Venceu    |

Prémios Sophia
| Ano  | Categoria              | Trabalho                                               | Resultado |
| ---- | ---------------------- | ------------------------------------------------------ | --------- |
| 2015 | Melhor Canção Original | "Clandestinos do Amor" (de Os Gatos Não Têm Vertigens) | Venceu    |

Troféus Impala de Televisão
| Ano  | Prémio                    | Trabalho                      | Resultado |
| ---- | ------------------------- | ----------------------------- | --------- |
| 2021 | Melhor Música de Genérico | "Desfado" (de Quer o Destino) | Indicado  |